# Habenaria ochroleuca
Habenaria ochroleuca är en orkidéart som beskrevs av Robert Brown. Habenaria ochroleuca ingår i släktet Habenaria och familjen orkidéer. Inga underarter finns listade i Catalogue of Life.